# Liste der Länder nach Auslandsverschuldung

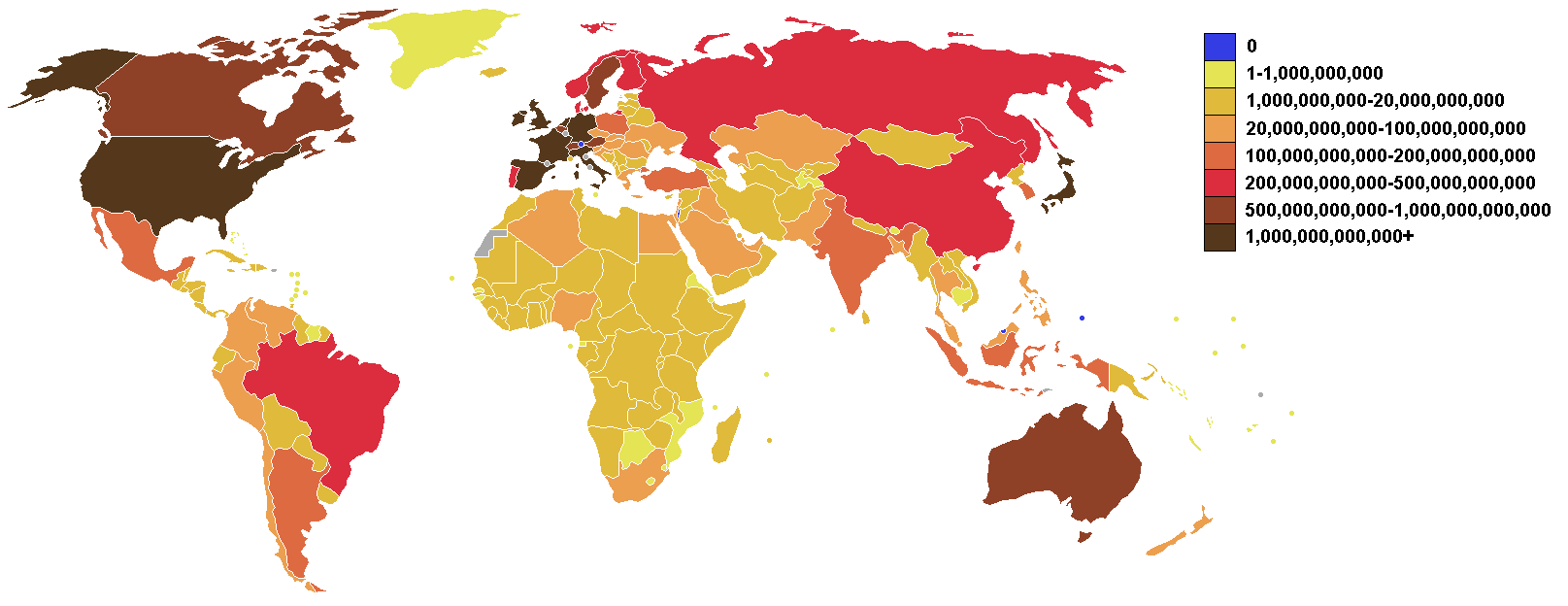
Länder nach Auslandsverschuldung (2006)

Die Liste der Länder nach Auslandsverschuldung gibt einen Überblick über die Länder mit der höchsten Auslandsverschuldung. 

## Länder nach Auslandsverschuldung

### Absolut
Am 31. Dezember 2016 betrug die weltweite Auslandsverschuldung 75,15 Billionen US-Dollar (2009 = 61,95 Billionen US-Dollar). Der Schuldenstand der Europäischen Union lag bei 13,050 Billionen US-Dollar (2015 = 14,140 Billionen US-Dollar). Die Auslandsschulden der USA betrugen 17,910 Billionen US-Dollar (2015 = 17,850 Billionen US-Dollar).
Aufgeführt ist der Gesamtbestand aller Verbindlichkeiten, die die Wirtschaftssektoren Staat, nichtfinanzielle und finanzielle Sektoren einer Volkswirtschaft gegenüber dem Ausland haben. Nichtfinanzielle Sektoren sind private Haushalte, private Organisationen, nichtfinanzielle Kapitalgesellschaften (KG) und öffentliche Haushalte. Finanzielle Sektoren sind sämtliche Börsen, Finanzmärkte, Banken (Zentralbanken und Geschäftsbanken), Versicherungsgesellschaften, allgemein Finanzintermediäre sowie Investmentgesellschaften.
In Ländern wie Irland oder Luxemburg gehören ein großer Teil der Verbindlichkeiten zu dort ansässigen ausländischen finanziellen und nichtfinanziellen Unternehmen, da diese Länder als Steueroasen gelten.  
Die Daten in der folgenden Tabelle beruhen auf Berechnungen der Weltbank (2003–2010) bzw. auf Daten aus dem World-Fact-Book der CIA (2013–2016). Die Liste enthält die Länder mit der höchsten Auslandsverschuldung.
| Auslandsverschuldung in Millionen US-Dollar | Auslandsverschuldung in Millionen US-Dollar | Auslandsverschuldung in Millionen US-Dollar | Auslandsverschuldung in Millionen US-Dollar | Auslandsverschuldung in Millionen US-Dollar | Auslandsverschuldung in Millionen US-Dollar | Auslandsverschuldung in Millionen US-Dollar | Auslandsverschuldung in Millionen US-Dollar | Auslandsverschuldung in Millionen US-Dollar | Auslandsverschuldung in Millionen US-Dollar | Auslandsverschuldung in Millionen US-Dollar | Auslandsverschuldung in Millionen US-Dollar | Auslandsverschuldung in Millionen US-Dollar | Auslandsverschuldung in Millionen US-Dollar | Auslandsverschuldung in Millionen US-Dollar |
| Rang (2016)                                 | Land                                        | 2003                                        | 2004                                        | 2005                                        | 2006                                        | 2007                                        | 2008                                        | 2009                                        | 2010                                        | 2013                                        | 2014                                        | 2015                                        | 2016                                        |                                             |
| ------------------------------------------- | ------------------------------------------- | ------------------------------------------- | ------------------------------------------- | ------------------------------------------- | ------------------------------------------- | ------------------------------------------- | ------------------------------------------- | ------------------------------------------- | ------------------------------------------- | ------------------------------------------- | ------------------------------------------- | ------------------------------------------- | ------------------------------------------- | ------------------------------------------- |
| 1.                                          | Vereinigte Staaten                          | 6.946.289                                   | 8.353.479                                   | 9.476.403                                   | 11.204.108                                  | 13.427.103                                  | 13.749.570                                  | 13.767.867                                  | 14.456.194                                  | 16.490.000                                  | 17.260.000                                  | 17.850.000                                  | 17.910.000                                  |                                             |
| 2.                                          | Vereinigtes Königreich                      | 5.406.413                                   | 6.729.484                                   | 7.385.985                                   | 9.239.287                                   | 11.260.597                                  | 9.106.737                                   | 9.337.345                                   | 9.554.857                                   | 9.411.000                                   | 9.219.000                                   | 8.642.000                                   | 8.126.000                                   |                                             |
| 3.                                          | Frankreich                                  | 2.300.666                                   | 2.851.560                                   | 3.052.297                                   | 3.817.630                                   | 4.841.930                                   | 4.862.662                                   | 5.167.460                                   | 5.091.260                                   | 5.549.000                                   | 5.496.000                                   | 5.250.000                                   | 5.360.000                                   |                                             |
| 4.                                          | Deutschland                                 | 3.326.742                                   | 3.775.700                                   | 3.578.198                                   | 4.219.206                                   | 5.117.734                                   | 5.124.187                                   | 5.124.906                                   | 5.217.014                                   | 5.998.000                                   | 5.597.000                                   | 5.210.000                                   | 5.326.000                                   |                                             |
| 5.                                          | Niederlande                                 | 1.405.449                                   | 1.671.049                                   | 1.669.067                                   | 2.097.648                                   | 2.599.752                                   | 2.421.889                                   | 2.413.790                                   | 2.433.884                                   | 4.524.000                                   | 4.154.000                                   | 4.054.000                                   | 4.063.000                                   |                                             |
| 6.                                          | Luxemburg                                   | 914.680                                     | 1.070.429                                   | 1.254.127                                   | 1.633.490                                   | 2.026.680                                   | 2.170.932                                   | 2.201.694                                   | 1.915.942                                   | 3.525.000                                   | 3.331.000                                   | 3.806.000                                   | 3.781.000                                   |                                             |
| 7.                                          | Japan                                       | 1.354.398                                   | 1.557.069                                   | 1.521.073                                   | 1.512.871                                   | 1.767.807                                   | 2.344.683                                   | 2.086.400                                   | 2.588.607                                   | 2.756.000                                   | 2.843.000                                   | 2.830.000                                   | 3.240.000                                   |                                             |
| 8.                                          | Irland                                      | 734.333                                     | 1.052.149                                   | 1.336.187                                   | 1.763.130                                   | 2.267.387                                   | 2.355.639                                   | 2.384.730                                   | 2.303.419                                   | 2.078.000                                   | 1.960.000                                   | 2.350.000                                   | 2.470.000                                   |                                             |
| 9.                                          | Italien                                     | 1.452.122                                   | 1.647.918                                   | 1.675.759                                   | 2.108.044                                   | 2.549.297                                   | 2.395.317                                   | 2.551.151                                   | 2.435.220                                   | 2.635.000                                   | 2.459.000                                   | 2.300.000                                   | 2.444.000                                   |                                             |
| 10.                                         | Spanien                                     | 979.794                                     | 1.235.322                                   | 1.350.105                                   | 1.804.654                                   | 2.301.967                                   | 2.326.273                                   | 2.539.421                                   | 2.316.691                                   | 2.380.000                                   | 2.064.000                                   | 1.963.000                                   | 2.094.000                                   |                                             |
| 11.                                         | Schweiz                                     | 807.631                                     | 906.949                                     | 886.947                                     | 1.041.639                                   | 1.452.517                                   | 1.230.334                                   | 1.252.839                                   | 1.287.359                                   | 1.601.000                                   | 1.533.000                                   | 1.663.000                                   | 1.664.000                                   |                                             |
| 12.                                         | Kanada                                      | 579.614                                     | 605.532                                     | 633.907                                     | 696.612                                     | 831.729                                     | 839.608                                     | 997.474                                     | 1.106.998                                   | 1.395.000                                   | 1.491.000                                   | 1.550.000                                   | 1.608.000                                   |                                             |
| 13.                                         | Australien                                  | 419.006                                     | 506.062                                     | 532.343                                     | 639.634                                     | 820.413                                     | 799.838                                     | 1.035.746                                   | 1.167.884                                   | 1.374.000                                   | 1.381.000                                   | 1.423.000                                   | 1.547.000                                   |                                             |
| 14.                                         | Volksrepublik China                         | 208.431                                     | 247.679                                     | 283.986                                     | 325.260                                     | 373.773                                     | 378.245                                     | 428.442                                     | 548.938                                     | 874.500                                     | 949.600                                     | 1.187.000                                   | 1.467.000                                   |                                             |
| 15.                                         | Belgien                                     | 777.777                                     | 961.460                                     | 984.755                                     | 1.155.691                                   | 1.535.057                                   | 1.595.147                                   | 1.436.925                                   | 1.292.068                                   | 1.285.000                                   | 1.312.000                                   | 1.214.000                                   | 1.281.000                                   |                                             |
| 16.                                         | Schweden                                    | 400.681                                     | 497.716                                     | 581.539                                     | 624.187                                     | 795.879                                     | 948.684                                     | 902.954                                     | 945.086                                     | 1.107.000                                   | 1.010.000                                   | 929.400                                     | 939.900                                     |                                             |
| 17.                                         | Österreich                                  | 408.806                                     | 492.980                                     | 510.795                                     | 646.036                                     | 801.400                                     | 832.753                                     | 831.601                                     | 797.790                                     | 812.000                                     | 820.000                                     | 679.300                                     | 689.100                                     |                                             |
| 18.                                         | Norwegen                                    | 237.248                                     | 282.528                                     | 275.782                                     | 408.880                                     | 540.258                                     | 568.670                                     | 546.453                                     | 583.684                                     | 730.100                                     | 661.200                                     | 640.100                                     | 642.300                                     |                                             |
| 19.                                         | Finnland                                    | 185.709                                     | 227.518                                     | 218.723                                     | 264.020                                     | 316.256                                     | 346.073                                     | 406.367                                     | 441.369                                     | 571.800                                     | 547.500                                     | 524.700                                     | 544.700                                     |                                             |
| 20.                                         | Brasilien                                   | 235.005                                     | 219.786                                     | 187.526                                     | 193.458                                     | 237.605                                     | 262.931                                     | 277.563                                     | 351.941                                     | 482.800                                     | 712.500                                     | 623.900                                     | 551.300                                     |                                             |
| 21.                                         | Griechenland                                | 204.577                                     | 253.287                                     | 262.954                                     | 329.782                                     | 454.200                                     | 504.612                                     | 587.562                                     | 546.607                                     | 575.400                                     | 514.400                                     | 468.200                                     | 506.600                                     |                                             |
| 22.                                         | Hongkong                                    | 372.708                                     | 430.121                                     | 454.594                                     | 516.382                                     | 711.057                                     | 663.373                                     | 668.484                                     | 803.416                                     | 1.161.000                                   | 1.290.000                                   | 867.300                                     | 505.900                                     |                                             |
| 23.                                         | Dänemark                                    | 297.079                                     | 351.858                                     | 358.288                                     | 450.127                                     | 568.648                                     | 585.522                                     | 605.573                                     | 596.199                                     | 609.800                                     | 534.600                                     | 519.800                                     | 484.800                                     |                                             |
| 24.                                         | Indien                                      | 117.872                                     | 122.587                                     | 120.224                                     | 158.493                                     | 202.793                                     | 229.271                                     | 252.398                                     | 295.891                                     | 427.400                                     | 459.100                                     | 444.400                                     | 456.400                                     |                                             |
| 25.                                         | Mexiko                                      | 170.847                                     | 171.162                                     | 167.942                                     | 162.497                                     | 192.689                                     | 200.393                                     | 200.213                                     | 250.956                                     | 397.300                                     | 424.100                                     | 430.800                                     | 450.200                                     |                                             |
| 26.                                         | Portugal                                    | 270.454                                     | 310.627                                     | 302.220                                     | 381.453                                     | 483.916                                     | 484.710                                     | 549.149                                     | 528.597                                     | 531600                                      | 493.700                                     | 447.000                                     | 449.000                                     |                                             |
| 27.                                         | Russland                                    | 185.741                                     | 214.503                                     | 257.402                                     | 313.176                                     | 463.915                                     | 480.541                                     | 467.245                                     | 489.043                                     | 728.900                                     | 599.000                                     | 532.500                                     | 434.800                                     |                                             |
| 28.                                         | Türkei                                      | 143.940                                     | 160.977                                     | 169.908                                     | 207.842                                     | 249.573                                     | 277.125                                     | 268.457                                     | 289.387                                     | 389.200                                     | 402.400                                     | 394.200                                     | 404.900                                     |                                             |
| 29.                                         | Südkorea                                    | 141.650                                     | 150.625                                     | 161.413                                     | 225.200                                     | 333.428                                     | 317.370                                     | 345.391                                     | 359.985                                     | 424.400                                     | 409.100                                     | 386.000                                     | 358.200                                     |                                             |
| 30.                                         | Polen                                       | 107.274                                     | 129.989                                     | 132.926                                     | 169.636                                     | 234.052                                     | 245.496                                     | 280.187                                     | 264.574                                     | 382.100                                     | 354.200                                     | 339.700                                     | 347.800                                     |                                             |
| 31.                                         | Indonesien                                  | 133.434                                     | 137.124                                     | 134.353                                     | 125.348                                     | 133.917                                     | 155.067                                     | 172.871                                     | 200.050                                     | 266.100                                     | 293.200                                     | 285.300                                     | 316.500                                     |                                             |
| 32.                                         | Vereinigte Arabische Emirate                | 20.710                                      | 25.900                                      | 34.470                                      | 39.100                                      | 61.680                                      | 126.900                                     | 122.500                                     | 122.700                                     | 167.100                                     | 171.900                                     | 172.300                                     | 218.700                                     |                                             |
| 33.                                         | Malaysia                                    | 48.557                                      | 52.156                                      | 51.981                                      | 55.026                                      | 61.566                                      | 75.292                                      | 76.376                                      | 82.171                                      | 212.300                                     | 213.900                                     | 190.600                                     | 195.300                                     |                                             |
| 34.                                         | Argentinien                                 | 160.278                                     | 162.379                                     | 124.939                                     | 115.863                                     | 117.317                                     | 128.112                                     | 116.415                                     | 128.600                                     | 143.700                                     | 147.000                                     | 165.300                                     | 190.200                                     |                                             |
| 35.                                         | Saudi-Arabien                               | 39.160                                      | 34.350                                      | 36.780                                      | 47.390                                      | 58.600                                      | 75.360                                      | 72.770                                      | 82.920                                      | 155.700                                     | 166.100                                     | 177.600                                     | 189.300                                     |                                             |
| 36.                                         | Taiwan                                      | 53.440                                      | 55.500                                      | 87.050                                      | 93.060                                      | 97.850                                      | 93.090                                      | 75.300                                      | 91.410                                      | 170.100                                     | 177.900                                     | 165.300                                     | 172.200                                     |                                             |
| 37.                                         | Kasachstan                                  | 22.884                                      | 32.713                                      | 43.429                                      | 74.014                                      | 96.914                                      | 108.130                                     | 113.239                                     | 119.242                                     | 149.900                                     | 157.100                                     | 155.400                                     | 163.800                                     |                                             |
| 38.                                         | Chile                                       | 42.790                                      | 43.774                                      | 45.446                                      | 48.052                                      | 56.443                                      | 64.768                                      | 72.991                                      | 86.738                                      | 132.600                                     | 145.700                                     | 152.500                                     | 158.100                                     |                                             |
| 39.                                         | Katar                                       | 17.500                                      | 18.620                                      | 21.130                                      | 25.700                                      | 33.090                                      | 55.790                                      | 70.370                                      | 71.380                                      | 149.200                                     | 156.800                                     | 143.200                                     | 157.900                                     |                                             |
| 40.                                         | Südafrika                                   | 37.138                                      | 43.334                                      | 46.157                                      | 59.396                                      | 75.275                                      | 71.811                                      | 78.561                                      | 99.005                                      | 137.100                                     | 145.100                                     | 143.200                                     | 144.600                                     |                                             |
| 41.                                         | Tschechien                                  | 34.893                                      | 45.241                                      | 46.453                                      | 57.180                                      | 76.043                                      | 83.088                                      | 89.245                                      | 95.396                                      | 137.400                                     | 125.100                                     | 132.500                                     | 138.000                                     |                                             |
| 42.                                         | Ungarn                                      | 58.067                                      | 81.552                                      | 84.925                                      | 132.246                                     | 176.903                                     | 222.999                                     | 238.067                                     | 209.540                                     | 202.400                                     | 182.200                                     | 155.400                                     | 131.300                                     |                                             |
| 43.                                         | Thailand                                    | 51.783                                      | 51.312                                      | 52.040                                      | 59.643                                      | 61.738                                      | 65.225                                      | 75.307                                      | 100.561                                     | 141.900                                     | 140.700                                     | 129.650                                     | 130.600                                     |                                             |
| 44.                                         | Ukraine                                     | 23.811                                      | 30.647                                      | 39.619                                      | 54.512                                      | 79.955                                      | 101.659                                     | 103.396                                     | 117.346                                     | 142.100                                     | 127.500                                     | 127.800                                     | 121.100                                     |                                             |
| 45.                                         | Kolumbien                                   | 36.998                                      | 37.911                                      | 37.720                                      | 38.024                                      | 43.675                                      | 46.392                                      | 53.719                                      | 64.723                                      | 91.980                                      | 101.300                                     | 103.400                                     | 115.000                                     |                                             |
| 46.                                         | Rumänien                                    | 22.627                                      | 29.574                                      | 38.861                                      | 54.432                                      | 85.422                                      | 100.247                                     | 118.582                                     | 122.994                                     | 135.200                                     | 114.500                                     | 90.320                                      | 93.710                                      |                                             |
| 47.                                         | Zypern                                      | 7.439                                       | 12.613                                      | 14.686                                      | 24.395                                      | 28.257                                      | 26.456                                      | 119.522                                     | 103.585                                     | 103.500                                     | 95.280                                      | 91.270                                      | 88.650                                      |                                             |
| 48.                                         | Israel                                      | 74.059                                      | 78.423                                      | 78.151                                      | 87.418                                      | 90.116                                      | 86.948                                      | 92.109                                      | 106.018                                     | 95.370                                      | 96.160                                      | 93.420                                      | 87.960                                      |                                             |
| 49.                                         | Slowakei                                    | 18.090                                      | 23.764                                      | 27.053                                      | 32.206                                      | 44.309                                      | 52.527                                      | 65.854                                      | 66.439                                      | 82.370                                      | 82.290                                      | 77.750                                      | 74.190                                      |                                             |
| 50.                                         | Island                                      | 16.095                                      | 26.553                                      | 46.141                                      | 74.910                                      | 119.216                                     | 68.612                                      | 121.135                                     | 119.435                                     | 107.500                                     | 97.870                                      | 54.390                                      | 25.020                                      |                                             |
| Rang (2016)                                 | Land                                        | 2003                                        | 2004                                        | 2005                                        | 2006                                        | 2007                                        | 2008                                        | 2009                                        | 2010                                        | 2013                                        | 2014                                        | 2015                                        | 2016                                        |                                             |

### Pro-Kopf-Verschuldung
Aussagekräftiger als die absolute Auslandsverschuldung, die von der Größe und der wirtschaftlichen Stärke der Länder abhängt, sind Indikatoren, die die Verschuldung in ein Verhältnis zu Exporterlösen, zum Bruttonationaleinkommen oder zur Gesamtbevölkerung setzen.
| Auslandsverschuldung (2016) | Auslandsverschuldung (2016)  | Auslandsverschuldung (2016) | Auslandsverschuldung (2016) |
| Rang                        | Land                         | absolut (Mio. USD)          | pro Kopf (USD)              |
| --------------------------- | ---------------------------- | --------------------------- | --------------------------- |
| 1.                          | Luxemburg *                  | 3.781.000                   | 6.363.927                   |
| 2.                          | Monaco *                     | 18.000                      | 588.505                     |
| 3.                          | Irland *                     | 2.470.000                   | 492.905                     |
| 4.                          | Niederlande *                | 4.063.000                   | 237.815                     |
| 5.                          | Malta *                      | 90.980                      | 218.372                     |
| 6.                          | Schweiz *                    | 1.664.000                   | 202.032                     |
| 7.                          | Vereinigtes Königreich       | 8.126.000                   | 125.460                     |
| 8.                          | Norwegen                     | 642.300                     | 120.732                     |
| 9.                          | Belgien                      | 1.281.000                   | 111.446                     |
| 10.                         | Finnland                     | 544.700                     | 98.707                      |
| 11.                         | Schweden                     | 939.900                     | 94.362                      |
| 12.                         | Dänemark                     | 484.800                     | 86.480                      |
| 13.                         | Frankreich                   | 5.360.000                   | 79.873                      |
| 14.                         | Österreich                   | 689.100                     | 78.717                      |
| 15.                         | Island                       | 25.020                      | 73.643                      |
| 16.                         | Zypern                       | 88.650                      | 72.572                      |
| 17.                         | Hongkong                     | 505.900                     | 70.347                      |
| 18.                         | Australien                   | 1.547.000                   | 66.588                      |
| 19.                         | Katar                        | 157.900                     | 68.228                      |
| 20.                         | Deutschland                  | 5.326.000                   | 66.084                      |
| 21.                         | Vereinigte Staaten           | 17.910.000                  | 54.833                      |
| 22.                         | Bahamas                      | 17.560                      | 53.214                      |
| 23.                         | Griechenland                 | 506.600                     | 47.044                      |
| 24.                         | Kanada                       | 1.608.000                   | 45.139                      |
| 25.                         | Spanien                      | 2.094.000                   | 42.771                      |
| 26.                         | Portugal                     | 449.000                     | 41.442                      |
| 27.                         | Italien                      | 2.444.000                   | 39.331                      |
| 28.                         | Slowenien                    | 75.040                      | 38.050                      |
| 29.                         | Japan                        | 3.240.000                   | 25.622                      |
| 30.                         | Vereinigte Arabische Emirate | 218.700                     | 22.973                      |
| 31.                         | Lettland                     | 40.020                      | 20.580                      |
| 32.                         | Neuseeland                   | 88.080                      | 19.529                      |
| 33.                         | Kuwait                       | 48.910                      | 16.745                      |
| 34.                         | Estland                      | 19.050                      | 15.221                      |
| 35.                         | Slowakei                     | 74.190                      | 13.623                      |
| 36.                         | Ungarn                       | 131.300                     | 13.329                      |
| 37.                         | Tschechien                   | 138.000                     | 12.928                      |
| 38.                         | Litauen                      | 34.480                      | 12.210                      |
| 39.                         | Israel                       | 87.960                      | 10.598                      |
| 40.                         | Polen                        | 347.800                     | 9.039                       |
| 41.                         | Kasachstan                   | 159.200                     | 8.579                       |
| 42.                         | Taiwan                       | 172.200                     | 7.325                       |
| 43.                         | Südkorea                     | 358.200                     | 7.000                       |
| 44.                         | Saudi-Arabien                | 189.300                     | 6.625                       |
| 45.                         | Malaysia                     | 195.300                     | 6.223                       |
| 46.                         | Türkei                       | 404.900                     | 5.008                       |
| 47.                         | Rumänien                     | 93.710                      | 4.353                       |
| 48.                         | Argentinien                  | 190.200                     | 4.294                       |
| 49.                         | Mexiko                       | 450.200                     | 3.614                       |
| 50.                         | Russland                     | 434.800                     | 3.056                       |
| 51.                         | Brasilien                    | 551.300                     | 2.659                       |
| 52.                         | Südafrika                    | 144.600                     | 2.637                       |
| 53.                         | Thailand                     | 130.600                     | 1.909                       |
| 54.                         | Indonesien                   | 316.500                     | 1.215                       |
| 55.                         | Volksrepublik China          | 1.467.000                   | 1.064                       |
| 56.                         | Indien                       | 456.400                     | 356                         |
| 57.                         | Iran                         | 10.560                      | 129                         |